# Molino Bézard
El Molino Bézard (en francés: Moulin Bézard) es un molino de viento agrícola situado en Capesterre-de-Marie-Galante en la isla de Marie-Galante en el departamento de Guadalupe una dependencia de Francia en el Mar Caribe. El molino es un edificio protegido desde 1979.
El molino fue construido en 1840 para la operación mecánica de la caña de azúcar de una fábrica mecánica de azúcar. No se utiliza desde 1920 y fue fuertemente dañado por el huracán de 1956 y Restaurado en 1995. Por su valor fue registrado como monumento histórico desde el 25 de julio de 1979, como uno de los últimos y más originales ejemplos de los antiguos molinos de la isla de Marie-Galante.